# Rileggendo vecchie lettere d'amore
Rileggendo vecchie lettere d'amore, pubblicato nel 1971, è un album del cantautore italiano Gino Paoli.
Il disco non è mai stato ripubblicato su supporto digitale. Edito e distribuito dalla Durium, raccoglie dodici brani scritti dal cantautore e già editi nel periodo 1960-63, qui riarrangiati e presentati in una nuova veste.
I nuovi arrangiamenti sono firmati da Giampiero Boneschi. Tre degli arrangiamenti sono stati registrati utilizzando esclusivamente un grande organo da chiesa.

## Tracce

### Lato A
1. Io vivo nella luna - 2:44 - (G.Paoli)
2. La gatta - 2:08 - (Mogol/Bacal)
3. Sassi - 2:04 - (G.Paoli)
4. Il cielo in una stanza - 3:54 - (Mogol/Toang)
5. Senza fine - 2:12 - (G.Paoli)
6. Grazie - 2:20 - (Mogol/Toang)

### Lato B
1. Gli innamorati sono sempre soli - 2:06 - (G.Paoli)
2. Una di quelle - 2:44 - (G.Paoli)
3. Anche se - 2:05 - (G.Paoli)
4. Non andare via - 3:46 - (J.Brel/G.Paoli)
5. Sapore di sale - 2:20 - (G.Paoli)
6. Basta chiudere gli occhi - 2:25 - (G.Paoli)

I credits sono trascritti direttamente dall'etichetta del vinile. Anche i brani in cui Paoli non figura come autore sono stati in realtà scritti da lui prima che si iscrivesse alla SIAE, e pertanto risultano composti ufficialmente da altri.